# 제나 라미아
제나 라미아(Jenna Lamia, 1981년 5월 2일 ~ )는 미국의 배우, 연극 배우, 텔레비전 배우, 성우, 영화배우, 각본가, 영화 프로듀서이다.
로스앤젤레스에서 태어났다.

## 영화
- 더 콜 (2013년) - 브룩 역
- 파이터 (2010년) - 쉐리 워드 역
- 더 박스 (2009년)
- 샤이닝 스타 (2003년) - 스파클 역
- 콕스크류 힐 (2001년)
- 오즈 (1997년)